# Головне управління по боротьбі з корупцією та організованою злочинністю СБУ
Головне управління з боротьби з корупцією та організованою злочинністю СБУ (ГУБКОЗ СБУ, Главк «К» СБУ) — постійно діючий орган при Службі безпеки України, заснований у січні 1992 року. Займається розслідуваннями та протидією діяльності організованих злочинних угрупувань та корупції в структурах державної влади.

## Історія
Управління по боротьбі з корупцією та злочинами у сфері економіки було створено відповідно до наказу Голови СНБ України 13 січня 1992 року. Департамент «К» утворений 9 січня 1992 року, але формально чинний з 13 січня 1992 року.

## Функції
Реалізує державну політику у сфері протидії організаціям і окремим особам. Зусилля зосереджує на вирішенні наступних задач:
- організація, здійснення та координація оперативно-розшукових заходів щодо викриття та розробки корумпованих посадових осіб в структурах державної влади, управління і контролюючих органах;
- у взаємодії з органами прокуратури здійснення оперативно-розшукових заходів по забезпеченню розслідування кримінальних справ про злочини, вчинені в організованих формах, зловживань корумпованих посадових осіб органів виконавчої, законодавчої та судової влади, правоохоронних та контролюючих органів;
- припинення та запобігання протиправним діям з боку суб'єктів корупційних діянь згідно з законом України «Про запобігання корупції»;
- організація та здійснення оперативно-розшукової роботи по виявленню, попередженню і припиненню діяльності організованих злочинних угрупувань, які діють у сфері економіки і фінансовій системі, боротьба з проявами корупції, легалізації коштів, здобутих злочинним шляхом, використання організованими злочинними угрупованнями у своїх інтересах комерційних структур у сфері валютно-грошового обігу. Координація даного напрямку оперативно-розшукової діяльності і надання практичної допомоги у її організації підрозділам Управління;
- розробка та здійснення оперативно-розшукових заходів, спрямованих на попередження збитків державі у кредитне — банківській, фінансовій та економічній сферах;
- організація виявлення, попередження, локалізації та припинення діяльності міжрегіональних організованих злочинних угруповань, які використовують методи насильства. Організація взаємодії з цих питань з іншими правоохоронними органами;
- організація та здійснення оперативно-розшукових заходів щодо попередження, виявлення та припинення контрабандної діяльності на каналі зовнішньоекономічних зв'язків, оперативної розробки міжрегіональних контрабандних формувань. Викриття та припинення незаконного переміщення через кордон сировинних та матеріальних ресурсів, товарів народного споживання, валютних, історичних та культурних цінностей, отруйних, сильнодіючих, радіоактивних і вибухових речовин, зброї та бойових припасів;
- організація, здійснення та координація оперативно-розшукових заходів щодо попередження, виявлення та припинення злочинної діяльності організованих наркоугруповань. Налагодження взаємодії з цих питань з іншими правоохоронними органами.

## Структура
Головне управління складається з:
- керівництва;
- головних відділів при обласних органах Служби безпеки України;
- секторів при міжрайонних відділах.

Керівника призначають на посаду за поданням голови Служби безпеки України, звільняє з посади Президент України.
Як правило, начальник Головного відділу «К» при кожному обласному управлінні СБУ відповідає за організацію роботи по лінії боротьби з корупцією і організованою злочинною діяльністю, безпосередньо очолює, координує і контролює оперативно-розшукові заходи підрозділів Управління по лінії, розробляє та втілює стратегію і тактику припинення правопорушень на визначених напрямках діяльності, координує роботу за оперативно-розшуковими справами по лінії «К».

## Діяльність
Розробляє та забезпечує здійснення оперативно-розшукових заходів з виявлення, локалізації, нейтралізації і ліквідації корупції та організованої злочинності, усуненню спільно з державними та іншими правоохоронними органами причин і умов їх існування. Організовує та забезпечує захист соціально-економічних інтересів особи, суспільства і держави від протиправних посягань корумпованих елементів та організованих злочинних угруповань, забезпечує встановлення контролю над станом організованої злочинності в регіоні.
Організовує та впроваджує заходи з попередження, виявлення та припинення контрабандної діяльності на каналі зовнішньоекономічних зв'язків та незаконного переміщення через митний кордон держави історичних та культурних цінностей; отруйних, сильнодіючих, радіоактивних та вибухових речовин і прекурсорів; стратегічно важливої сировини і товарів.
У взаємодії з відділом кадрового забезпечення Управління планує роботу по формуванню резерву висунення по службі та нового прийому, а також штатному комплектуванню. Організує оргштатну роботу та вивчення кандидатів до зарахування на службу в СБ України.
З ухваленням 25 березня 1992 року Верховною Радою України Закону «Про Службу безпеки України» вперше на законодавчих засадах було закріплено поняття правоохоронного органу спеціального призначення і визначено поле його діяльності та завдання, серед яких і специфічне — розкриття механізмів організованої злочинності та локалізація пов'язаних із цим загроз державі.
На законодавчому рівні статтею 10 Закону України «Про організаційно-правові основи боротьби з організованою злочинністю» від 30.06.1993 р. Управління «К» визначено спеціальним підрозділом по боротьбі з корупцією та організованою злочинністю у структурі СБ України і включено до системи державних органів, які здійснюють боротьбу з організованою злочинністю.
Основними завданнями тогочасного Управління «К» була протидія корупції у правоохоронних органах, структурах державної влади, управління та громадських організаціях; боротьба з мафіозними структурами, що діють у сфері економіки; озброєними формуваннями професійних злочинців, пов'язаних з корумпованими елементами в органах влади та управління; контрабандою, наркобізнесом і позазаконними валютними операціями; боротьба з міжрегіональною організованою злочинністю й організація взаємодії з територіальними органами СНБ України; проведення інформаційно-аналітичної роботи та забезпечення безпеки особового складу.
Організаторами та безпосередніми виконавцями цієї роботи були такі співробітники як: Радченко В. І., Кожемякін А. Л., Личкатий Л. К., Шеремета В. В.,Вандін Ю. О., Андрієнко В. М., Гулевич А. І., Васильченко А. О., Лебеденко В. М., Косяшников І. М., Дєдов Г. О., Подзолкін К. та інші.
Більш цілеспрямованого й активного характеру оперативній діяльності спецпідрозділів надали Державна програма боротьби зі злочинністю та Указ Президента України щодо посилення боротьби з організованою злочинністю від 21 липня 1994 року. Тоді ж Наказом Голови СБ України від 15.03.1994 року до штату керівництва СБ України було введено посаду заступника Голови — начальника управління, який функціонально очолив Управління «К».
Відповідно до Указу Президента України від 16.07.1996 року № 570/96 «Про організаційну структуру Служби безпеки України», наказом Голови СБ України Управління «К» СБ України (по боротьбі з корупцією та злочинами у сфері економіки і управління) перейменоване в Управління боротьби з корупцією та організованою злочинністю СБ України. Було скореговано і напрямки його діяльності.
Минав час, виклики тисячоліття, що минало, вимагали корекції і структурних змін спеціальних підрозділів. Керівництвом держави, зокрема Указом Президента України від 28.01.1998 року № 69/98 «Про організаційну структуру СБ України» зі змінами, внесеними Указом Президента України від 12.06.1998 року № 629/98, наказом Голови СБ України від 14.07.1998 року Управління боротьби з корупцією та організованою злочинністю СБ України було ліквідовано, а замість нього у складі Центрального управління СБ України було створене Головне управління по боротьбі з корупцією та організованою злочинністю СБ України.
Підрозділи БКОЗ — це та частина СБ України, яка завжди привертала до себе особливу увагу громадян. З перших кроків створення їх діяльність базувалася на принципах законності, поваги до прав громадян і відповідальності перед народом.
За всю історію свого існування Головним управлінням «К» не одну вагому цеглину покладено у фундамент формування позитивного іміджу спецслужби. Звичайно ж, за всіма результатами стоять окремі люди, об'єднані однією метою — ефективного виконання завдань Служби безпеки України по боротьбі з організованою злочинністю і корупцією. Протягом останніх років збільшилася питома вага викритих корупціонерів з числа вищих категорій державних службовців та чиновників середньої ланки. Попереджено чимало масштабних протиправних акцій транснаціональних злочинних структур у сферах економіки, «відмивання брудних» коштів, контрабанди і незаконного обігу важких наркотиків, зброї, радіоактивних матеріалів, нелегальної міграції та торгівлі людьми.
Час переконливо довів, що Служба безпеки впевнено стоїть на засадах захисту інтересів держави і суспільства, не на словах, а конкретними справами доводить свою дієвість. У екстремальних ситуаціях співробітники спецпідрозділів не раз проявляли мужність і стійкість, принциповість і вірність громадянському обов'язку
Як заявив на початку 2017 року голова СБУ Василь Грицак, спецпідрозділи СБУ були і залишаються основним «локомотивом» боротьби з корупцією, незважаючи на створення нових правоохоронних інституцій. Василь Грицак відзначив, насамперед, зростаючу ефективність та результативність роботи співробітників. «Підтвердженням моїх слів є викриття у минулому році протиправної діяльності заступника Міністра охорони здоров'я, першого заступника Голови Державної служби України з питань праці, першого заступника Голови Миколаївської облдержадміністрації та багатьох інших», ‒ наголосив він. У 2016 році спецпідрозділи СБ України, зокрема, активно протистояли корупції, організованій злочинності, незаконним акціям транснаціональних структур у сферах економіки, відмиванню «брудних» коштів, нелегальній міграції, наркобізнесу, контрабанді зброї і радіоактивних матеріалів.

## Керівники
- генерал-лейтенант Кожем'якін Анатолій Леонідович, начальник Управління «К» з 9.01.1992 р. по 24.05.1993 р.;
- генерал армії України Радченко Володимир Іванович, начальник Управління «К» з 19.08.1993 р. по 22.03.1994 р.; з 22.03.1994 р. по 21.07.1994 р. заступник Голови СБУ — начальник Управління «К»;
- генерал-лейтенант Бєляєв Анатолій Михайлович — заступник Голови СБУ — начальник Головного управління «К» з 18.11.1994 р. по 18.02.1998 р.;
- генерал-полковник Вандін Юрій Олександрович, заступник Голови СБУ — начальник Головного управління «К» з 02.04.1998 р. по 21.05.1999 р.
- генерал-лейтенант Косьяненко Олександр Володимирович — заступник Голови СБУ — начальник Головного управління «К» з 27.05.1999 р. по 02.03.2000 р.;
- Генерал-полковник Вандін Юрій Олександрович, з 03.03.2000 р. по 10.10.2003 р., вдруге;
- Генерал-майор Сергієнко Євген Володимирович — заступник Голови СБУ (з оперативних питань) — начальник Головного управління «К» з 10.10.2003 р. по 14.02.2005 р.
- Генерал-майор Кожем'якін Андрій Анатолійович — заступник Голови СБУ (з оперативних питань) — начальник Головного управління «К» з 01.04.2005 р. по 22.09.2005 р.
- Генерал-лейтенант Підболячний Валерій Федорович — заступник Голови СБУ — начальник Головного управління «К» з 22.09.2005 р. до 19.10.2007 р.;
- Генерал-майор Дурдинець Тиберій Юрійович — заступник Голови СБУ — начальник Головного управління «К» з 19.10.2007 р. до 04.06.2009 р.;
- Генерал-полковник Грицак Василь Сергійович — заступник Голови СБУ — начальник Головного управління «К» з 04.06.2009 р. до 11.12.2009 р.; перший заступник Голови СБУ — начальник Головного управління «К» з 11.12.2009 р. по 12.03.2010 р.
- Генерал-полковник Рокитський Володимир Георгійович (2010—2012)
- Генерал-полковник Якименко Олександр Григорович (2012—2013)
- Генерал-майор Черних Сергій Петрович (2013—2014)
- Генерал-майор Бухарєв Владислав Вікторович (березень-липень 2014 р.)
- Генерал-майор Артюхов Юрій Борисович (2014—2015 рр.)
- Генерал-майор Трепак Віктор Миколайович (2015—2016 рр.)
- Генерал-майор Демчина Павло Володимирович (2016—2019)
- Лейтенант Баканов Іван Геннадійович (22 травня — 29 серпня 2019)
- Генерал-лейтенант Бухарєв Владислав Вікторович (11 вересня — 8 листопада 2019)
- Полковник Нескоромний Дмитро Анатолійович (8 листопада 2019 — 13 березня 2020)
- Бригадний генерал Малюк Василь Васильович (13 березня 2020 — 26 липня 2021)

## Фінансування
Головне управління утримується за рахунок коштів, визначених окремим рядком у Державному бюджеті України.
Постановою Верховної Ради України від 12 жовтня 1994 року N 199/94-ВР затверджено «Положення про порядок комплектування, матеріально-технічного, військового, фінансового та соціально-побутового забезпечення спеціальних підрозділів Служби безпеки України по боротьбі з корупцією і організованою злочинністю».

## Розслідування та скандали
Неодноразово критикувався заступник начальника Головного управління з боротьби проти корупції та організованою злочинністю СБУ Зубков Олег Петрович, переведений у 2016 р. на посаду начальника Херсонського УСБУ.
Також гостро був розкритикований Зембицький Тарас Осипович, 1968 року народження, до 2014 р. — функціонер «Самооборони Майдану», директор ТОВ «Берегиня», призначений у 2014 р. за квотою «Народного фронту» на посаду заступника начальника Головного управління з боротьби проти корупції та організованою злочинністю СБУ.
У 2017 р. було порушено справу, де свідком став начальник другого управління Головного управління з боротьби проти корупції та організованою злочинністю СБУ.
У Спеціалізованій антикорупційній прокуратурі повідомили наступне: «На підставі заяви Ганни Соломатіної 10 листопада 2017 року НАБУ розпочате відповідне кримінальне провадження. Водночас у зв'язку з тим, що згідно з її ж свідченнями, одним із потерпілих від нібито незаконних дій членів НАЗК є перший заступник директора НАБУ Гізо Углава, з метою усунення можливого конфлікту інтересів і неупередженості слідства генеральним прокурором Юрієм Луценком за клопотанням САП 17 листопада 2017 року підслідність у провадженні визначена за ГСУ СБУ».
Водночас у прокуратурі зазначили, що фігурант провадження, начальник другого управління Головного управління з боротьби проти корупції та організованою злочинністю СБУ Сергій Карпушин, не має жодного стосунку до підрозділу досудового розслідування, тому про конфлікт інтересів у цій ситуації не йдеться..